# Diversidad sexual en Yemen
Las personas LGBTI en Yemen se enfrentan a ciertos desafíos legales y sociales no experimentados por otros residentes. La homosexualidad es ilegal de acuerdo con el sistema legal del país basado en la Sharia. El castigo va desde la flagelación hasta la muerte. Yemen es uno de siete países en todo el mundo que aplican la pena de muerte por las relaciones sexuales consentidas entre personas adultas homosexuales.
En términos de derechos humanos, las fuerzas de seguridad han sido responsables de tortura, tratamiento inhumano e incluso ejecuciones extrajudiciales. Según la Embajada de Yemen, en años recientes ha habido ciertos avances, al firmar el gobierno diversos tratados internacionales de derechos humanos, e incluso nombrando a una mujer, Wahiba Fara’a, ministra del estado de los derechos humanos. Otras fuentes indican que persisten muchos problemas junto a declaraciones de que las reformas no han sido completamente implementadas, y que los abusos siguen dándose de manera indiscriminada, especialmente en el tema de los derechos de la mujer, libertad de prensa, tortura y brutalidad policial. La libertad de expresión, prensa y religión están restringidas. Páginas web gays y lésbicas son bloqueadas por el gobierno.
En 2007, no existían lugares públicos o semi-públicos para gais como en otros países. La postura oficial es que no hay gays en Yemen, aunque la ley yemení que estipula castigos severos para la actividad homosexual reconoce su existencia.